# Juozas Bernatonis
Juozas Bernatonis (ur. 8 września 1953 w Kownie) – litewski polityk, dyplomata, minister spraw wewnętrznych w latach 2001–2003, minister sprawiedliwości od 2012 do 2016.

## Życiorys
W 1976 ukończył studia na Wydziale Technologii Chemicznej Kowieńskiego Instytutu Politechnicznego. W latach 1987–1990 odbył studia doktoranckie w zakresie filozofii w Wyższej Szkole Nauk Politycznych w Pradze. W 1990 uzyskał stopień doktora nauk humanistycznych. W 2002 ukończył zaoczne studia prawnicze na Uniwersytecie Wileńskim.
W latach 1976–1979 był pracownikiem naukowym w laboratorium badawczym w Kowieńskim Instytucie Politechnicznym. Od 1980 kierował wydziałem studenckim KC Komsomołu Litewskiej SRR, a od 1986 do 1987 pracował jako instruktor w wydziale nauki KC Komunistycznej Partii Litwy.
Od 1990 był członkiem Litewskiej Demokratycznej Partii Pracy, zasiadał w jej prezydium i zarządzie, a od 1997 był jej wiceprzewodniczącym. W latach 1990–1992 pełnił funkcję kierownika grupy ds. działalności parlamentarnej w sekretariacie LDDP. W 1992 był referentem frakcji parlamentarnej tego ugrupowania. W 1992 został wybrany do Sejmu z listy LDDP. W latach 1993–1996 pełnił funkcję wiceprzewodniczącego Sejmu.Od 1994 kierował grupą roboczą przy prezydencie do spraw ratyfikacji Europejskiej Konwencji Praw Człowieka. W latach 1997–1998 był doradcą ds. politycznych prezydenta Algirdasa Brazauskasa.
W 1998 wszedł do Sejmu z listy LDDP po zrzeczeniu się mandatu przez Virgilijusa Bulovasa. Objął funkcję wiceprzewodniczącego frakcji parlamentarnej LDDP. W latach 1999–2000 był wiceprzewodniczącym sejmowej komisji do spraw NATO. W 2000 został wybrany do Sejmu jako kandydat koalicji socjaldemokratycznej (LDDP-LSDP-LRS-NDP). Od 2000 do 2001 pełnił funkcję wiceprzewodniczącego komisji prawa i praworządności. W 2001 dołączył do współtworzonej przez jego ugrupowanie Litewskiej Partii Socjaldemokratycznej, w której pełnił m.in. funkcję wiceprzewodniczącego.
12 lipca 2001 otrzymał nominację na stanowisko ministra spraw wewnętrznych w rządzie Algirdasa Brazauskasa. Pełniąc tę funkcję, oskarżył nadkomisarza policji Vytautasa Grigaravičiusa o tolerowanie bezprawnego zbierania przez funkcjonariuszy informacji o najwyższych urzędnikach państwowych. Specjalnie powołana komisja sejmowa do zbadania tej sprawy stwierdziła, że oskarżenia ministra były bezpodstawne. Juozas Bernatonis przyznał się do błędu i podał się do dymisji. Została ona przyjęta przez prezydenta Rolandasa Paksasa 28 kwietnia 2003.
W 2004 ponownie został wybrany do Sejmu, z listy koalicji Litewskiej Partii Socjaldemokratycznej i Nowego Związku. W latach 2005–2006 był doradcą premiera Algirdasa Brazauskasa ds. polityki wewnętrznej, a w 2006 głównym doradcą premiera Gediminasa Kirkilasa.
2 października 2006 został powołany na stanowisko ambasadora Litwy w Estonii, zrzekając się mandatu poselskiego. Po zakończeniu kadencji powrócił do działalności politycznej. W 2012 ponownie uzyskał mandat poselski.
13 grudnia 2012 rozpoczął urzędowanie jako minister sprawiedliwości w rządzie Algirdasa Butkevičiusa. W 2016 został wybrany do Sejmu na kolejną kadencję. 13 grudnia tegoż roku zakończył pełnienie funkcji rządowej. W październiku 2017 wystąpił z LSDP. W marcu 2018 przystąpił do nowo powołanej Litewskiej Socjaldemokratycznej Partii Pracy.